# Alden Whitman
Alden Whitman (1913–1990) là một nhà báo Mỹ từng làm việc cho The New York Times, nơi ông là người đứng đầu về viết cáo phó và tiểu sử người mới mất. Ông cũng nổi tiếng về vụ điều trần trước Tiểu ban An ninh nội địa Quốc hội Mỹ.
Ông sinh ngày 27 tháng 10 năm 1913 tại New Albany, Nova Scotia
Whitman có liên quan tới Cộng sản. Ông phải khai trong đợt điều tra về những người Cộng sản của Mỹ năm 1955 của Tiểu ban An ninh nội địa Quốc hội Mỹ trên truyền thông vào tháng 11 năm 1955 và tháng 1 năm 1956. Whitman công nhận sự dính lứu của mình với Đảng Cộng sản Mỹ trong giai đoạn 1935-1948.
Ông được trao giải George Polk Awards (Career Award) năm 1979.
Ông qua đời ngày 4 tháng 9 năm 1990 tại Monte Carlo, Monaco.